# Payback (film, 1999)
Cet article concerne le film de Brian Helgeland. Pour le film de Jennifer Baichwal, voir Payback.
Pour les articles homonymes, voir Payback.
Pour plus de détails, voir Fiche technique et Distribution.
Payback ou Le Règlement au Québec est un film américain réalisé par Brian Helgeland et sorti en 1999. Il s'agit d'une adaptation du roman Comme une fleur (The Hunter) de Donald E. Westlake.
En 2006, Brian Helgeland — renvoyé en cours de tournage — dévoile une version director's cut baptisée Payback: Straight Up.

## Synopsis
Poussé par sa femme Lynn, Porter, petit escroc gangster et criminel tenace fier d'être à son propre compte, accepte de faire équipe avec Val Resnick, malfrat sans scrupule qui ambitionne d'intégrer l'Organisation, la mafia qui contrôle Chicago. Les deux hommes organisent un hold-up contre la mafia chinoise. L'opération tourne mal, Val s'approprie le magot avec la complicité de Lynn qui abat froidement Porter qu'ils laissent pour mort. Cinq mois plus tard, Porter refait surface bien décidé à se venger et à récupérer son dû.

## Fiche technique
- Titre : Payback
- Titre québécois : Le Règlement
- Titre version director's cut : Payback: Straight Up
- Réalisation : Brian Helgeland
- Scénario : Brian Helgeland et Terry Hayes, d'après le roman Comme une fleur de Donald E. Westlake
- Musique : Chris Boardman (Scott Stambler pour la version director's cut)
- Photographie : Ericson Core
- Montage : Kevin Stitt
- Décors : Richard Hoover
- Costumes : Nguyen Ha
- Production : Bruce Davey et Stephen McEveety
- Société de production : Icon Productions
- Sociétés de distribution : Warner Bros. (France, Belgique), Paramount Pictures (États-Unis)
- Budget : 90 millions de dollars[1]
- Pays d'origine :  États-Unis
- Langues originales : anglais, cantonais et mandarin
- Format : couleurs - 2,35:1 - DTS / Dolby Digital - 35 mm
- Genre : thriller, action, néo-noir
- Durée : 101 minutes, 90 minutes (version director's cut Payback: Straight Up)
- Dates de sortie[2] : 
  - États-Unis : 5 février 1999
  - Belgique : 17 février 1999
  - France : 31 mars 1999
  - États-Unis : 10 avril 2007 (version director's cut Payback: Straight Up - en vidéo[3])
- Classification :
  - R (Restricted) lors de sa sortie aux États-Unis[Note 1]
  - Interdit aux moins de 16 ans lors de sa sortie en France[Note 2]

## Distribution
- Mel Gibson (VF : Jacques Frantz ; VQ : Hubert Gagnon) : Porter
- Gregg Henry (VF : Patrick Laplace ; VQ : Jacques Lavallée) : Val Resnick
- Maria Bello (VF : Julie Dumas ; VQ : Rafaëlle Leiris) : Rosie
- David Paymer (VF : Gilbert Lévy ; VQ : Luis de Cespedes) : Arthur Stegman
- Bill Duke (VF : Jacques Martial ; VQ : Victor Désy) : l’inspecteur Hicks
- Deborah Kara Unger (VF : Catherine Hamilty ; VQ : Elisabeth Lenormand) : Lynn Porter
- John Glover (VQ : Benoit Éthier) : Phil
- William Devane (VF : Hervé Jolly ; VQ : Vincent Davy) : Carter
- Lucy Liu (VF : Yumi Fujimori ; VQ : Viviane Pacal) : Pearl
- Jack Conley (VF : Bernard Bollet ; VQ : Louis-Georges Girard) : l’inspecteur Leary
- James Coburn (VF : Pierre Hatet ; VQ : Aubert Pallascio) : Justin Fairfax
- Kris Kristofferson (VF : Claude Giraud ; VQ : Yvon Thiboutot) : Bronson
- Freddy Rodríguez (VF : Ludovic Baugin ; VQ : Hugolin Chevrette) : le dealer
- Marc Vann (VF : Mathieu Buscatto ; VQ : Pierre Lebeau) : Gray
- Trevor St. John (VF : Lionel Melet ; VQ : Martin Watier) : Johnny Bronson
- David Tweet (VF : Jean Roche ; VQ : Alain Gélinas) : Haskell

Source et légende : VQ 

## Production
Le scénario est inspiré du roman Comme une fleur (The Hunter), écrit par Donald E. Westlake, et publié en 1963 sous le pseudonyme de Richard Stark. Mettant en scène le personnage de Parker, il avait déjà été adapté en 1967 par John Boorman pour Le Point de non-retour (Point Blank) avec Lee Marvin.
Le scénariste Brian Helgeland fait ici ses débuts de réalisateur. Le tournage principal se déroule du 18 septembre 1997 au 27 novembre 1997. Il a lieu à Chicago et Los Angeles.
Considéré comme trop sombre et trop violent par la production, il est décidé de tourner des scènes supplémentaires. Après le renvoi de Brian Helgeland en mars 1998, le scénario est en partie réécrit par Terry Hayes alors que le chef décorateur John Myhre aurait été choisi pour diriger le tournage des nouvelles scènes (sur son propre site, Paul Abascal affirme avoir lui aussi dirigé ce nouveau tournage). Environ 30% du film est alors re-tourné. L'idée globale est de rendre plus accessible le personnage principal, notamment avec le slogan « Get ready to root for the bad guy » (« Préparez-vous à acclamer le méchant »). Ces nouvelles prises de vues (reshoots) ont lieu du 25 juin 1998 au 2 août 1998 notamment aux Warner Bros. Studios de Burbank. Une nouvelle scène d'ouverture est tournée et une voix off est rajoutée. Kris Kristofferson devient l'antagoniste principal.

## Bande originale
- Anniversary Song, interprété par Chris Boardman
- It’s a Man’s Man’s Man’s World, interprété par James Brown
- Sway, interprété par Dean Martin
- Smoke Gets in Your Eyes, interprété par Vic Damone
- Ain’t That a Kick in the Head, interprété par Dean Martin
- Voodoo Child (Slight Return), interprété par Jimi Hendrix
- The Thrill Is Gone, interprété par B. B. King
- Luck Be a Lady, interprété par Michael Civisca
- You’re Nobody till Somebody Loves You, interprété par Dean Martin
- If I Had My Life to Live Over, interprété par Lou Rawls

## Accueil

### Critique
Le film reçoit des critiques partagées. Sur l'agrégateur américain Rotten Tomatoes, il récolte 55% d'opinions favorables pour 76 critiques et une note moyenne de 5,90⁄10 avec comme consensus « la violence sadique et l'humour cliché assaillent une prémisse d'action prévisible ». Sur Metacritic, il obtient une note moyenne de 46⁄100 pour 24 critiques.
En France, le film obtient une note moyenne de 3,3⁄5 sur le site Allociné, qui recense 15 titres de presse. Dans une critique positive, Cédric Walter du site Chronic'art écrit notamment « la cohérence stylistique, et la recherche permanente de la sobriété donnent au film une esthétique maîtrisée et cohérente qui se démarque sérieusement de l'ensemble des productions actuelles ». Dans Le Parisien, Éric Leguèbe écrit quant à lui « Film noir par excellence (...) Payback est aussi une anthologie d'humour. Acteurs, histoire et caméra sont montés sur ressorts. Un modèle du film d'action, fait pour la détente du spectateur. »
Du côté des avis négatifs, Philippe Garnier de Libération regrette notamment « un film à cheval entre le film révérencieux que cherchait à faire Brian Helgeland et [un] L'Arme fatale 5 ». Dans Le Monde, Samuel Blumenfeld écrit quant à lui que le film « témoigne d'une conception schizophrène du cinéma où cohabitent deux films en un ». Même s'il trouve que le film n'est pas ennuyeux, Gérard Delorme de Première remarque qu'il « faut supporter les zigzags permanents entre une intrigue démodée qui demande à fonctionner au premier degré et un ton parodique finalement fatigant ».

### Box-office
Payback performe bien au box office. Le film a fait 21 221 526 $ dans son week-end d'ouverture en Amérique du Nord. Il a fini 81 526 121 $ et 80 100 000 $ dans d'autres territoires, totalisant 161 626 121 $ dans le monde entier. Notamment en raison du tournage supplémentaire, le film a cependant couté près de 90 millions de dollars.
| Pays ou région    | Box-office        | Date d'arrêt du box-office | Nombre de semaines |
| ----------------- | ----------------- | -------------------------- | ------------------ |
| États-Unis Canada | 81 526 121 $      | 17 juin 1999               | 19                 |
| France            | 1 400 025 entrées | -                          | -                  |
| Total mondial     | 161 626 121 $     | -                          | -                  |

## Distinctions
Source : Internet Movie Database

### Récompenses
- BMI Film and TV Awards 1999 : meilleure musique de film pour Chris Boardman
- Festival du film policier de Cognac 1999 : prix « Première » du public

### Nominations
- Saturn Awards 2000 : meilleur film d'action, aventure ou thriller
- Blockbuster Entertainment Awards 2000 : meilleur acteur de film d'action pour Mel Gibson

## Versiondirector's cut
Non satisfait de la version cinéma, le réalisateur Brian Helgeland dévoile une version director's cut baptisée Payback: Straight Up. Elle est présentée au festival du film d'Austin en octobre 2006 puis sort en vidéo aux États-Unis en avril 2007.
Dans cette nouvelle version, la voix off est supprimée ainsi que certains aspects humoristiques. Les flashbacks de la scène d'introduction sont également retirés. Globalement, cette version présente une vision bien moins héroïque du personnage campé par Mel Gibson. Rajouté pendant les reshoots, Kris Kristofferson n'apparait que très peu dans cette version, car à l'origine c'est Sally Kellerman qui devait prêter sa voix à Bronson. Plus courte de 9 minutes, cette version Payback: Straight Up modifie par ailleurs le sort réservé aux personnages incarnés par John Glover et James Coburn,.
Monteur son sur la première version, Scott Stambler devait initialement retravailler les compositions originales de Chris Boardman. Cependant, cela ne fonctionne pas et Brian Helgeland le charge finalement de composer une toute nouvelle partition.
Sur l'agrégateur américain Rotten Tomatoes, cette nouvelle version est plutôt bien accueillie par le public avec 70% d'avis favorables pour 766 critiques. Dans un article des Inrockuptibles consacré aux films ayant connu une version alternative, on peut lire à propos de Payback : « Si cette différence n'est pas énorme, cela n'empêche pas l'ensemble du montage de proposer un tout nouveau film. C'est en cela que Payback est une œuvre qu'il faut découvrir dans ses deux versions car elles permettent de constater à quel point un même matériel, mis dans les mains de deux personnes différentes, peut engendrer deux ambiances opposées. »